# Чемпіонат України з боксу 2021
XXIX Чемпіонат України з боксу серед чоловіків — головне змагання боксерів-любителів в Україні, організоване Федерацією боксу України, що відбулося з 6 по 11 вересня 2021 року в Одесі . За результатами чемпіонату планувалося сформувати склад Національної збірної України, що мала брати участь на чемпіонаті світу 2021 року.

## Медалісти
| Дисципліна                       | Золото             | Срібло                 | Бронза                |
| -------------------------------- | ------------------ | ---------------------- | --------------------- |
| до 46-48 кг, чоловіки докладніше | Андрій Тишковець   | Андрій Єфимович        | Андрій Лопушенко      |
| до 46-48 кг, чоловіки докладніше | Андрій Тишковець   | Андрій Єфимович        | Яковлєв Ігор          |
| до 51 кг, чоловіки докладніше    | Дмитро Замотаєв    | Олександр Корнєв       | Назар Куротчин        |
| до 51 кг, чоловіки докладніше    | Дмитро Замотаєв    | Олександр Корнєв       |                       |
| до 54 кг, чоловіки докладніше    | Ельмір Набієв      | Ростислав Білостоцький | Владислав Стас        |
| до 54 кг, чоловіки докладніше    | Ельмір Набієв      | Ростислав Білостоцький | Володимир Коновальчук |
| до 57 кг, чоловіки докладніше    | Владислав Вєтошкін | Михайло Дзязько        | Максим Власюк         |
| до 57 кг, чоловіки докладніше    | Владислав Вєтошкін | Михайло Дзязько        | Олег Чулачеєв         |
| до 60 кг, чоловіки докладніше    | Максим Жигаров     | Дмитро Черняк          | Юрій Шестак           |
| до 60 кг, чоловіки докладніше    | Максим Жигаров     | Дмитро Черняк          | Тарас Бондарук        |
| до 63,5 кг, чоловіки докладніше  | Денис Песоцький    | Олександр Меленюк      | Юрій Шепелюк          |
| до 63,5 кг, чоловіки докладніше  | Денис Песоцький    | Олександр Меленюк      | Ігор Ковтун           |
| до 67 кг, чоловіки докладніше    | Віктор Петров      | Ярослав Харциз         | Вадим Клим            |
| до 67 кг, чоловіки докладніше    | Віктор Петров      | Ярослав Харциз         |                       |
| до 71 кг, чоловіки докладніше    | Юрій Захарєєв      | Ярослав Самосфалов     | Дмитро Куля           |
| до 71 кг, чоловіки докладніше    | Юрій Захарєєв      | Ярослав Самосфалов     |                       |
| до 75 кг, чоловіки докладніше    | Іван Папакін       | Олексій Токарчук       | Пилип Акілов          |
| до 75 кг, чоловіки докладніше    | Іван Папакін       | Олексій Токарчук       | Андрій Тимошенко      |
| до 80 кг, чоловіки докладніше    | Богдан Толмачов    | Іван Сапун             | Дмитро Рибалко        |
| до 80 кг, чоловіки докладніше    | Богдан Толмачов    | Іван Сапун             | Максим Коц            |
| до 86 кг, чоловіки докладніше    | Сергій Горсков     | Андрій Ісаков          | Роман Васютін         |
| до 86 кг, чоловіки докладніше    | Сергій Горсков     | Андрій Ісаков          | Богдан Градов         |
| до 92 кг, чоловіки докладніше    | Роберт Мартон      | Євген Павловський      | Олександр Пилипчук    |
| до 92 кг, чоловіки докладніше    | Роберт Мартон      | Євген Павловський      | Аркадій Карцан        |
| понад 92 кг, чоловіки докладніше | Цотне Рогава       | Дмитро Ловчинський     | Кирило Стоянчев       |
| понад 92 кг, чоловіки докладніше | Цотне Рогава       | Дмитро Ловчинський     | Олександр Гриців      |